# شهرستان رشتخوار
شهرستان رُشْتْخوار یکی از شهرستان‌های استان خراسان رضوی است. مرکز این شهرستان شهر رشتخوار می‌باشد. جنگل، دیگر شهر این شهرستان می‌باشد. در سال ۱۳٩۵، این شهرستان تعداد 74561 نفر جمعیت داشته‌است. این شهرستان در سال ۱۳۸۱ از شهرستان تربت حیدریه جدا و مستقل شده‌است.

## تقسیمات کشوری
- بخش مرکزی شهرستان رُشتخوار
  - دهستان آستانه
  - دهستان رشتخوار

شهرها: رشتخوار
- بخش جنگل
  - دهستان جنگل
  - دهستان شعبه

شهرها: جنگل